# Florian Birsak
Florian Birsak (Salzburg, 1972) is een Oostenrijks klavecimbel- en pianofortespeler.

## Levensloop
Birsak ontving zijn eerste muziekopleiding in zijn geboortestad en in München. Zijn docenten voor klavecimbel en uitvoeringspraktijk waren Lars Ulrik Mortensen, Liselotte Brändle, Kenneth Gilbert en Anthony Spiri. Hij behaalde in 1995 de Eerste prijs in het internationaal concours pianoforte, in het kader van het Festival Musica Antiqua in Brugge. Hij werd ook laureaat in het internationale Mozartconcours in Salzburg. 
Als solist en continuospeler concerteerde Birsak met talrijke kamermuziekensembles en orkesten. Zo speelde hij vaak met de Camerata Salzburg, gedirigeerd door Sir Roger Norrington, en met Concentus Musicus Wien. Hij wijdde zich gaandeweg meer aan een carrière als solist en aan kamermuziekprojecten. 
Voor de Salzburger Festspiele 2004 trad hij op als repetitor voor de productie van Henry Purcell's King Arthur gedirigeerd door Nikolaus Harnoncourt. In 2006 was hij de klavecimbelspeler van het succesvolle Idomeneo eveneens tijdens het Salzburg festival.
Sinds 1997 doceert Birsak aan het Mozarteum in Salzburg.

## Onbekend werk van Mozart
Einde juli 2009 speelde Birsak in première twee pas geïdentificeerde jeugdwerken van Mozart.
Het ging om een concerto van 4 minuten en een preludium van één minuut. Birsak voerde ze uit in de voormalige familiale woning van de componist,
op een pianoforte die aan Mozart heeft toebehoord. 